# 子姚高速公路
子长至姚店高速公路，简称子姚高速，是陕西省级高速子长至延安高速公路（S15）的重要组成路段。线路起点位于子长市东杨家园则镇好坪沟村，设好坪枢纽立交与同步建设的清涧至子长高速公路相接，止于延安市宝塔区姚店镇黄屯村，设黄家屯枢纽立交与延安至延川高速公路相接。于2020年9月22日正式通车，结束了子长市不通高速公路的历史。子姚高速由陕西省交通建设集团公司负责建设，概算总投资60.91亿元人民币，陕西榆林绥延高速公路有限公司负责运营。

## 工程规模
路线全长55.173公里。全线设好坪（枢纽）、永坪、蟠龙、黄家屯（枢纽）4处互通式立交。全线采用双向四车道高速公路技术标准，设计速度80公里/小时，整体式路基宽度25.5米、分离式路基宽度12.75米；桥涵设计汽车荷载等级采用公路-Ⅰ级，设计洪水频率1/100（特大桥1/300）；地震动峰值加速度0.05g；其余各项主要技术指标按照《公路工程技术标准》（JTG B01－2014）执行。同步建设蟠龙互通立交连接线7.245公里，采用二级公路标准，设计速度60公里/小时，路基宽度10米。
全线共设桥梁17630米/81座（全幅），占路线总长的31.95%，其中特大桥1558米/1座，大桥15015米/65座，中桥1057米/15座。涵洞54道。主线设隧道2295.5米/4座（双洞），占路线总长的4.2%。除寨子沟隧道左洞（415米）为短隧道外，其余均为中隧道。蟠龙连接线设置短隧道314米/1座（单洞）。
全线设置1处监控通信所（永坪），2处匝道收费站（永坪、蟠龙），1处养护工区（永坪），1处服务区（永坪）。其中，永坪监控通信所、永坪匝道收费站和永坪养护工区合建。收费系统采用封闭式收费制式，永坪匝道收费站设置5入8出13条车道，其中ETC车道按2入5出设置；蟠龙匝道收费站设置3入4出7条车道，其中ETC车道1入2出设置。各匝道收费站均采用入口车道进行超限检测。

## 建设历程
2017年11月20日，陕西省住房和城乡建设厅对子姚高速公路项目规划选址发布公示。陕西省发展和改革委员会于12月8日，以陕发改基础〔2017〕1729号文件批复了子姚高速公路的工程可行性研究报告；12月22日，以陕发改基础〔2017〕1831号文件批复了子姚高速公路初步设计。
2018年1月12日，子姚高速公路设计施工总承包招标公告发布，计划总工期为55个月，施工期31个月，缺陷责任期24个月。3月23日，招标结果公示，以陕西省交通规划设计研究院牵头的联合体成为第一中标候选人。5月，子姚高速公路开工建设。12月7日，陕西省交通运输厅以陕交函〔2018〕1156号文件批复同意了子姚高速公路施工图设计。
2019年5月2日，墩儿山隧道右线贯通，标志着子姚高速公路首座主线隧道贯通。该隧道是子姚高速四座主线隧道之一，位于延安市子长市热寺湾乡境内，为左右线分离式隧道，右线全长501米、左线全长855米，设计为V级围岩黄土隧道，由陕西路桥集团二公司承建。
2020年7月23日，子姚高速公路路基桥隧工程通过交工验收。9月11日，陕西省人民政府以陕政函〔2020〕127号文件批复同意子姚高速公路设站收取车辆通行费。9月22日，陕西省交通运输厅发布陕交发〔2020〕72号通告，子姚高速公路正式通车。

## 车辆通行费
子长至姚店高速公路收费期限为20年，自2020年9月22日起至2040年9月21日止。若国家公路收费政策调整，从其规定。

### 客车
| 类别 | 车辆类型       | 核定载人数 | 说明                                             | 道路费率标准（元/车·公里） |
| ---- | -------------- | ---------- | ------------------------------------------------ | -------------------------- |
| 1类  | 微型、小型     | ≤9         | 车长小于6000mm且核定载人数不大于9人的载客汽车    | 0.60                       |
| 2类  | 中型乘用车列车 | 10-19—     | 车长小于6000mm且核定载人数为10-19人的载客汽车—   | 1.06                       |
| 3类  | 大型           | ≤39        | 车长不小于6000mm且核定载人数不大于39人的载客汽车 | 1.36                       |
| 4类  | 大型           | ≥40        | 车长不小于6000mm且核定载人数不小于40人的载客汽车 | 1.63                       |

### 货车及专项作业车
| 类别 | 总轴数（含悬浮轴） | 说明                                         | 道路费率标准（元/车·公里） |
| ---- | ------------------ | -------------------------------------------- | -------------------------- |
| 1类  | 2                  | 车长小于6000mm且最大允许总质量小于4500kg     | 0.60                       |
| 2类  | 2                  | 车长不小于6000mm且最大允许总质量不小于4500kg | 1.08                       |
| 3类  | 3                  | —                                            | 1.74                       |
| 4类  | 4                  | —                                            | 2.11                       |
| 5类  | 5                  | —                                            | 2.32                       |
| 6类  | 6                  | —                                            | 2.45                       |

大件运输车辆通行高速公路，道路收费以1类货车收费标准为基数，7轴收费系数为7，7轴以上按每增加一轴增加收费系数1，依此类推，最高至15轴。15轴以上收费系数统一按15轴执行。

## 沿线设施列表
| 地区                                                                                         | 里程   | 类型                              | 名称       | 连接       | 说明 |
| -------------------------------------------------------------------------------------------- | ------ | --------------------------------- | ---------- | ---------- | ---- |
| 延安市 子长市                                                                                | 0.000  | 枢纽                              | 好坪枢纽   | 清子高速   |      |
| 延安市 子长市                                                                                |        | 隧道                              | 大寨隧道   | 大寨隧道   |      |
| 延安市 宝塔区                                                                                | 15.263 | 出入口                            | 永坪       | 205省道    |      |
| 延安市 宝塔区                                                                                |        | 隧道                              | 永坪隧道   | 永坪隧道   |      |
| 延安市 宝塔区                                                                                | 28.314 | 停车场 · 加油设施 · 修车站 · 餐厅 | 永坪服务区 | 永坪服务区 |      |
| 延安市 宝塔区                                                                                |        | 隧道                              | 寨子沟隧道 | 寨子沟隧道 |      |
| 延安市 宝塔区                                                                                | 39.740 | 出入口                            | 蟠龙       | 205省道    |      |
| 延安市 宝塔区                                                                                |        | 隧道                              | 康家塬隧道 | 康家塬隧道 |      |
| 延安市 宝塔区                                                                                | 55.173 | 枢纽                              | 黄家屯枢纽 | 延延高速   |      |
| 1.000 英里 = 1.609 千米；1.000 千米 = 0.621 英里 并行路段 • 已关闭／取消 • 限制进入 • 未开放 |        |                                   |            |            |      |